# Vivir intentando (película)
Vivir intentando es una película musical escrita, producida y dirigida por Tomás Yankelevich. Está protagonizada por Bandana, cinco chicas diferentes que sólo tienen un sueño, cantar. Surge la idea de formar un grupo de música pop. Cuando el grupo finalmente se consolida, un problema interno amenaza con disolverlo antes de realizar el debut. Pero las chicas ya no son las mismas: el tiempo que pasaron juntas les enseñó que a pesar de las diferencias nada ni nadie las podrá separar porque están unidas por algo que va más allá del simple deseo de cantar. 

## Estreno
Vivir Intentando fue estrenada en Argentina el 26 de junio de 2003, logró ser número uno, y aguantó en cartelera por más de cuatro meses.
La película tuvo su "Cajita Feliz" producto de McDonalds. Entre sus juguetes se incluían un Juego de Cartas, Peines, Llavero y Lentes de colores. Cada integrante contaba con un juguete con su cara y un determinado color.
El Proyecto se anunció por primera vez en diciembre del 2002, cuando presentaron "La Fiesta de tus Sueños" en el Estadio José Amalfitani.
Anteriormente la película paso por los nombres "También Sera Tu Sueño" y "Cinco Amigas" este último título si fue usado internacionalmente.
El VHS y DVD salieron el 24 de septiembre del 2003 siendo distribuidos por la división de Disney "Buena Vista".

## Sinopsis
Viri es una camarera que trabaja de un bar moderno, Lissa trabaja en un supermercado y canta hip-hop, Valeria estudia en la facultad, Ivonne se dedica a tocar música en el subte para vivir  y Lourdes hace tatuajes en el local de su hermano Pogo. Surge la idea de formar un grupo para cantar. Cuando el grupo finalmente se consolida, un problema interno amenaza con disolverlo antes de realizar el debut. Pero las chicas ya no son las mismas: el tiempo que pasaron juntas les enseñó que a pesar de las diferencias nada ni nadie las podrá separar porque están unidas.

## Banda de sonido
La Banda de sonido de la película es interpretada por Bandana, los temas de la película se encuentran en el disco "Vivir Intentando"

## Reparto
| Actor                | Personaje                 |
| -------------------- | ------------------------- |
| Lourdes Fernández    | Lourdes                   |
| Valeria Gastaldi     | Valeria                   |
| Ivonne Guzmán        | Ivonne                    |
| María Elizabeth Vera | Lissa                     |
| Virginia da Cunha    | Virginia ("Viri")         |
| Toti Ciliberto       | Beto (Padre de Lissa)     |
| Gino Renni           | Tomás Cópito              |
| Mirta Wons           | Nicola                    |
| Valeria Britos       | Clara                     |
| Alejandra Rubio      | Silvia (Madre de Valeria) |
| Silvia Geijo         | Betty (Madre de Lissa)    |
| Gabriel Maresca      | Pogo (Hermano de Lourdes) |
| Gabriel Zuccarini    | Dani (Novio de Lissa)     |
| Leonardo Veraghen    | Lucas/Franco              |
| Silvina Bosco        | Sandra (Madre de Viri)    |
| Alejo García Pintos  | Roberto                   |
| Coco Sily            | Tío de Lissa              |